# Bythorn
Bythorn är en by i civil parish Bythorn and Keyston, i distriktet Huntingdonshire, i grevskapet Cambridgeshire i England. Byn är belägen 18 km från Huntingdon. Brington var en civil parish fram till 1935 när blev den en del av Bythorn and Keyston. Civil parish hade 129 invånare år 1931. Byn nämndes i Domedagsboken (Domesday Book) år 1086, och kallades då Bierne.